# Daniel Bennett (játékvezető)
Daniel Bennett (Dewsbury, 1976. augusztus 22. –) dél-afrikai nemzetközi labdarúgó-játékvezető, archeológus, üzletember. Dél-Afrikában, Johannesburgban él és dolgozik.

## Pályafutása

### Archeológusként
Egy archeológiai klub, a The Explorers Club elnöke. Kilenc nagy expedíción vett részt:
- Nepal Upper Arun Valley Expedition (2001);
- Humpback Whale Research Projects (2002 & 2003);
- a Madagascar Flora & Fauna Survey (2004);
- Kilimanjaro Bioprospecting Expedition (2005);
- Húsvét-sziget Archeology Expedition (2005);
- Corucia Zebrata Solomon Islands bio-felmérés (2006);
- kanadai Arktisz Expedition (2006);
- Pápua Új-Guinea (2007);
- Johan Reinhard régésszel részt vett a Greece National Geographic expedíciókban.

### Vállalkozóként
A Sunbelt Sportswear és DAB Real Estate alapítója és ügyvezető igazgatója, Ltd. He JP Morgan Chase Bank igazgatótanácsának tagja (San Antonio), ACCION Texas korábbi elnöke, The Mountain Institute korábbi pénztárosa (Washington D.C.) és az ACCION USA jelenlegi pénztárosa.

### Nemzetközi játékvezetés
A Dél-afrikai labdarúgó-szövetség Játékvezető Bizottsága (JB) terjesztette fel nemzetközi játékvezetőnek, a Nemzetközi Labdarúgó-szövetség (FIFA) 2003-tól tartotta nyilván bírói keretében. A FIFA JB központi nyelvei közül a angolt beszéli. Több válogatott és nemzetközi klubmérkőzést vezetett, vagy működő társának 4. bíróként segített. Jerome Damon mögött országa második nemzetközi jegyzésű játékvezetője, ezért a 2010-es labdarúgó-világbajnokság helyett az Afrikai nemzetek kupája találkozón szerepelhetett.

#### Labdarúgó-világbajnokság

##### U17-es labdarúgó-világbajnokság
Egyesült Arab Emírségek rendezte a 15., a 2013-as U17-es labdarúgó-világbajnokságot, ahol a FIFA JB  mérkőzésvezetőként alkalmazta.

###### 2013-as U17-es labdarúgó-világbajnokság
| Időpont           | Helyszín                 | Mérkőzés típusa              | Mérkőzés              | Eredmény | Nézők száma |
| ----------------- | ------------------------ | ---------------------------- | --------------------- | -------- | ----------- |
| 2013. október 18. | Városi Stadion, Fujairah | csoportmérkőzés (C. csoport) | Panama–Üzbegisztán    | 0 – 2    | 4296        |
| 2013. október 24. | Városi Stadion, Fujairah | csoportmérkőzés (D. csoport) | Venezuela–Oroszország | 0 – 4    | 2425        |

---
A világbajnoki döntőhöz vezető úton Dél-Afrikába a XIX., a 2010-es labdarúgó-világbajnokságra illetve Brazíliába a XX., a 2014-es labdarúgó-világbajnokságra a FIFA JB bíróként alkalmazta. A (CAF) zónában az első és a második selejtező sorozatban kapott hivatalnokként szolgálati feladatot. 2012-ben a FIFA JB bejelentette, hogy a brazil labdarúgó-világbajnokság lehetséges játékvezetőinek átmeneti 54-es listájára jelölte. A kiválasztottak mindegyike részt vett több szakmai szemináriumon. A szűkített 38-as keretben már nem kapott helyet.

##### 2010-es labdarúgó-világbajnokság

###### Selejtező mérkőzés
| Időpont             | Helyszín                        | Mérkőzés típusa            | Mérkőzés                                 | Eredmény | Nézők száma |
| ------------------- | ------------------------------- | -------------------------- | ---------------------------------------- | -------- | ----------- |
| 2008. szeptember 7. | Martyrs Stadion, Kinshasa       | előselejtező (12. csoport) | Kongói Demokratikus Köztársaság–Egyiptom | 0 : 1    | 80 000      |
| 2008. október 11.   | Omar Bongo Stadion, Libreville  | előselejtező (5. csoport)  | Gabon–Líbia                              | 1 : 0    | 25 000      |
| 2009. március 29.   | Baba Yara Stadion, Kumasi       | előselejtező (D. csoport)  | Ghána–Benin                              | 1 : 0    | 39 000      |
| 2009. június 7.     | Mustapha Tchaker Stadion, Blida | előselejtező (C. csoport)  | Algéria–Egyiptom                         | 3 : 0    | 26 500      |
| 2009. szeptember 6. | Központi Stadion, Abuja         | előselejtező (B. csoport)  | Nigéria–Tunézia                          | 1 : 1    | 52 000      |
| 2009. november 14.  | Városi Stadion, Fes             | előselejtező (A. csoport)  | Marokkó–Kamerun                          | 0 : 2    | 17 000      |

##### 2014-es labdarúgó-világbajnokság

###### Selejtező mérkőzés
| Időpont             | Helyszín                          | Mérkőzés típusa                       | Mérkőzés          | Eredmény | Nézők száma |
| ------------------- | --------------------------------- | ------------------------------------- | ----------------- | -------- | ----------- |
| 2012. június 2.     | Ahmadou Ahidjo Stadion, Yaoundé   | előselejtező (I. csoport; 2. forduló) | Kamerun–Kongói DK | 1 – 0    | 10 000      |
| 2012. június 10.    | Augusztus 4. Stadion, Ouagadougou | előselejtező (H. csoport; 2. forduló) | Mali–Algéria      | 2 – 1    | 5847        |
| 2013. június 8.     | Városi Stadion, Marrákes          | előselejtező (H, csoport; 2. forduló) | Marokkó–Tanzánia  | 2 – 1    | 15 000      |
| 2013. szeptember 7. | Városi Stadion, Marrakesh         | előselejtező (J. csoport> 2. forduló) | Szenegál–Uganda   | 1 – 0    | 2000        |

#### Afrikai nemzetek kupája
A döntőbe vezető úton Angola a 27., a 2010-es afrikai nemzetek kupája, valamint az Egyenlítői-Guinea és Gabon a 28., a 2012-es afrikai nemzetek kupája labdarúgó tornát rendezte, ahol a CAF JB bírói szolgálatra vette igénybe.

##### 2010-es afrikai nemzetek kupája

###### Afrikai Nemzetek Kupája mérkőzés
| Időpont          | Helyszín                             | Mérkőzés típusa              | Mérkőzés       | Eredmény | Nézők száma |
| ---------------- | ------------------------------------ | ---------------------------- | -------------- | -------- | ----------- |
| 2010. január 13. | Alto da Chela Stadion, Lubango       | csoportmérkőzés (D. csoport) | Kamerun–Gabon  | 0 : 1    | 15 000      |
| 2010. január 20. | Sr. da Graça Stadion, Benguela       | csoportmérkőzés (C. csoport) | Egyiptom–Benin | 2 : 0    | 12 500      |
| 2010. január 28. | Cidade Universitária Stadion, Luanda | egyik elődöntő               | Ghána–Nigéria  | 1 : 0    | 7 500       |

##### 2012-es afrikai nemzetek kupája

###### Selejtező mérkőzés
| Időpont             | Helyszín                       | Mérkőzés típusa           | Mérkőzés           | Eredmény |        |
| ------------------- | ------------------------------ | ------------------------- | ------------------ | -------- | ------ |
| 2010. szeptember 5. | l'Amitie Stadion, Cotonou      | előselejtező (H. csoport) | Benin–Burundi      | 1 : 1    |        |
| 2010. október 9.    | Leopold Senghor Stadion, Dakar | előselejtező (E. csoport) | Szenegál–Mauritius | 7 : 0    | 50 000 |
| 2011. március 27.   | Revolutio Stadion, Brazzaville | előselejtező (I. csoport) | Kongó–Ghána        | 0 : 3    |        |
| 2011. június 5.     | Nemzeti Stadion, Lobamba       | előselejtező (I. csoport) | Szváziföld–Szudán  | 1 – 2    |        |

###### Afrikai Nemzetek Kupája mérkőzés
| Időpont          | Helyszín                       | Mérkőzés típusa        | Mérkőzés              | Eredmény | Nézők száma |
| ---------------- | ------------------------------ | ---------------------- | --------------------- | -------- | ----------- |
| 2012. január 23. | d'Angondjé Stadion, Libreville | selejtező (C. csoport) | Marokkó–Tunézia       | 1 – 2    | 18 000      |
| 2012. február 1. | Városi Stadion, Franceville    | selejtező (D. csoport) | Ghána–Guinea          | 1 – 1    | 5500        |
| 2012. február 8. | d'Angondjé Stadion, Libreville | egyik elődöntő         | Mali–Elefántcsontpart | 0 – 1    | 32 000      |

##### 2013-as afrikai nemzetek bajnoksága

###### Selejtező mérkőzés
| Időpont             | Helyszín                            | Mérkőzés típusa                        | Mérkőzés          | Eredmény |
| ------------------- | ----------------------------------- | -------------------------------------- | ----------------- | -------- |
| 2012. február 29.   | Régional Nyamirambo Stadion, Kigali | előselejtező (1. forduló; 1. mérkőzés) | Ruanda–Nigéria    | 0 – 0    |
| 2012. június 17.    | Zimpeto Stadion, Maputo             | előselejtező (1. forduló; 2. mérkőzés) | Mozambik–Tanzánia | 1 – 1    |
| 2012. szeptember 9. | Nongo Stadion, Conakry              | előselejtező (2. forduló; 1. mérkőzés) | Guinea–Niger      | 1 – 0    |
| 2012. október 13.   | Mohamed V Stadion, Casablanca       | előselejtező (2. forduló; 1. mérkőzés) | Nigéria–Libéria   | 6 – 1    |

###### Afrikai Nemzetek Kupája mérkőzés
| Időpont          | Helyszín                      | Mérkőzés típusa              | Mérkőzés                              | Eredmény | Nézők száma |
| ---------------- | ----------------------------- | ---------------------------- | ------------------------------------- | -------- | ----------- |
| 2013. január 20. | Marcel Saupin Stadion, Nantes | csoportmérkőzés (B. csoport) | Ghána–Kongói Demokratikus Köztársaság | 2 – 2    | 7000        |
| 2013. január 30. | Mbombela Stadion, Mbombela    | csoportmérkőzés (D. csoport) | Togo–Tunézia                          | 1 – 1    | 7500        |

#### Afrikai nemzetek bajnoksága
Szudán rendezte a 2., a 2011-es afrikai nemzetek bajnokságát, ahol a CAF JB hivatalnokként alkalmazta.

##### 2011-es afrikai nemzetek bajnoksága
| Időpont           | Helyszín                      | Mérkőzés típusa              | Mérkőzés          | Eredmény |
| ----------------- | ----------------------------- | ---------------------------- | ----------------- | -------- |
| 2011. február 6.  | Al Merreikh Stadion, Omdurman | csoportmérkőzés (C. csoport) | Kongói DK–Kamerun | 0 : 3    |
| 2011. február 18. | Al Hilal Stadion, Omdurman    | egyik negyeddöntő            | Szudán–Niger      | 1 : 1    |
| 2011. február 25. | Al Merreikh Stadion, Omdurman | döntő                        | Tunézia–Angola    | 3 : 1    |

##### COSAFA-kupa
Dél-afrikai Labdarúgó-szövetség (COSAFA) által szervezett, évente ismétlődő nemzetközi labdarúgó torna.
| Időpont              | Helyszín                 | Mérkőzés típusa     | Mérkőzés        | Eredmény |
| -------------------- | ------------------------ | ------------------- | --------------- | -------- |
| 2003. szeptember 27. | Kamuzu Stadion, Blantyre | döntő (1. mérkőzés) | Malawi–Zimbabwe | 1 – 2    |

#### Nemzetközi kupamérkőzések
Vezetett Kupa-döntők száma: 3.

##### Afrikai szuperkupa
| Időpont           | Helyszín                     | Mérkőzés típusa | Mérkőzés                                    | Eredmény | Nézők száma |
| ----------------- | ---------------------------- | --------------- | ------------------------------------------- | -------- | ----------- |
| 2009. február 6.  | International Stadion, Kairó | döntő           | Al Ahly (egyiptomi)–CS Sfaxien (tunéziai)   | 2 : 1    | 60 000      |
| 2012. február 25. | Olimpiai Stadion, Radès      | döntő           | Espérance ST (tunéziai) –MAS Fez (marokkói) | 1 – 1    |             |

##### Afrikai Konföderációs Kupa
A CAF JB elismerve szakmai munkáját, megbízta az első döntő találkozó irányítására.
| Időpont            | Helyszín                       | Mérkőzés típusa      | Mérkőzés                                      | Eredmény |
| ------------------ | ------------------------------ | -------------------- | --------------------------------------------- | -------- |
| 2009. november 29. | 8 Mai 1945 Stadion, Szétif     | első döntő találkozó | E.S.Setifienne (algériai)–Stade Malien (mali) | 2 : 0    |
| 2012. november 18. | Modibo Kéïta Stadion, Bamako   | döntő (1. mérkőzés)  | Djoliba AC (mali) –AC Léopards (Kongói DK)    | 2 – 2    |
| 2013. november 30. | TP Mazembe Stadion, Lubumbashi | döntő (2. mérkőzés)  | TP Mazembe (kenyai) –CS Sfaxien (tunéziai)    | 2 – 1    |

##### Afrikai Bajnokcsapatok Ligája
| Időpont            | Helyszín                   | Mérkőzés típusa        | Mérkőzés                                    | Eredmény | Nézők száma |
| ------------------ | -------------------------- | ---------------------- | ------------------------------------------- | -------- | ----------- |
| 2010. november 13. | November 7. Stadion, Rades | második döntő mérkőzés | Espérance ST (tunéziai)–TP Mazembe (kenyai) | 1 : 1    | 65 000      |

##### FIFA-klubvilágbajnokság
Az Egyesült Arab Emírségek rendezte a 7., a 2010-es FIFA-klubvilágbajnokságot, ahol a FIFA JB játékvezetőként vette igénybe szolgálatát.

###### 2010-es FIFA-klubvilágbajnokság
| Időpont            | Helyszín                              | Mérkőzés típusa | Mérkőzés                                                                  | Eredmény | Nézők száma |
| ------------------ | ------------------------------------- | --------------- | ------------------------------------------------------------------------- | -------- | ----------- |
| 2010. december 8.  | Mohammed Bin Zayed Stadion, Abu-Dzabi | előselejtező    | Al-Wahda (egyesült arab emírségbeli) –PRK Hekari United (Pápua Új Guinea) | 3 – 3    | 23 895      |
| 2010. december 15. | Sheikh Zayed Stadion, Abu-Dzabi       | 5. hely         | Club de Fútbol Pachuca–Al-Wahda                                           | 2 – 2    | 10 908      |